# Maurice Lachâtre
 (juin 2016).
Si vous disposez d'ouvrages ou d'articles de référence ou si vous connaissez des sites web de qualité traitant du thème abordé ici, merci de compléter l'article en donnant les références utiles à sa vérifiabilité et en les liant à la section « Notes et références ».
Baron Maurice de La Châtre, de son nom de plume Maurice LaChâtre, est un éditeur français, né le 14 octobre 1814 à Issoudun (Indre), et mort le 9 mars 1900 à Paris.
Personnage aux multiples facettes, homme du livre, il édite des dictionnaires, certains marqués par l’influence de la pensée libertaire. Ami de Pierre-Joseph Proudhon, il a pour collaborateur André Girard, un proche de Jean Grave. Anticlérical, il est le premier à éditer en français Le Capital de Karl Marx et réalise une expérience communautaire.

## Biographie
Fils du colonel Pierre Denis, baron de La Châtre, le jeune Maurice est élève au prytanée de La Flèche, puis à Saint-Cyr.
Vers l'âge de 20 ans, Maurice Lachâtre rejoint les rangs des saint-simoniens et décide alors de gagner l'Orient. Mais il doit s'arrêter dans le Var, en 1835. Il s'établit au Muy et travaille chez un menuisier, en même temps qu'il se livre à de la propagande saint-simonienne. Pour cette raison, il est arrêté par la police, non sans difficulté, et, le 11 avril 1835, le tribunal de Draguignan le condamne pour ouverture d'une école sans autorisation. Il travaille ensuite pour le libraire Robert Arnault.

### Les débuts d'éditeur
Maurice Lachâtre s’installe professionnellement à Paris en 1839. Il mène tout d’abord deux activités : une activité de banquier — il fonde une banque des échanges avec un associé du nom de Denisard Hypolite Léon Rivail bien connu dans le monde de l'occulte, mais également deux succursales de la Banque des échanges et un Journal — et une activité d'éditeur dans le 9e arrondissement de Paris. Il y commence sa carrière en publiant les Crimes célèbres d’Alexandre Dumas. Il édite durant cette période, en 1840, Fourier et son système de Zoé de Gamond, et, en 1841, Organisation du travail de Louis Blanc (3e éd.), et les Fragments historiques de Louis-Napoléon Bonaparte. Durant la période 1841-1843, il est proche de Louis-Napoléon Bonaparte qui lui confie l’Analyse de la question des sucres.
Durant ces débuts d’éditeur, il rédige une Histoire des Papes, Mystères d'iniquités de la cour de Rome, qui paraît en dix tomes illustrés en 1842 et 1843 et qui va connaître plusieurs rééditions et traductions.
En 1846, il acquiert le château d'Arbanats, en Gironde.
En 1848, il semble avoir joué un rôle actif à Paris ; il est délégué au Comité électoral démocratique, aux côtés de ses amis Louis Blanc et Félix Pyat.
En novembre 1849, l’éditeur met en vente les premières livraisons des Mystères du peuple d’Eugène Sue, utilisant pour ce faire un système de fidélisation par primes (la publication, interrompue à plusieurs reprises, va durer jusqu’en 1857). Il dirige Le dictionnaire universel (tome 1 - A à G en 1852, tome 2 H à Z en 1854) suivi par Le Nouveau Dictionnaire universel, Panthéon historique, littéraire et encyclopédie illustrée , dont les deux forts volumes (tome 1, 1865, et tome 2, 1870) condensent la pensée progressiste du temps : fouriérisme, saint-simonisme, spiritisme, socialisme, homéopathie, réforme de l’orthographe, etc., y ont largement droit de cité.
À cette époque, Maurice Lachâtre est proche de Proudhon. En 1852, il divise son domaine d’Arbanats qui sert de point de départ d’une « commune-modèle », qui va regrouper une banque communale, une caisse mutuelle, deux écoles, un dispensaire.
De 1855 à 1857, il fait paraître une réduction de son dictionnaire, sous le titre de Dictionnaire français illustré.

### Démêlés judiciaires
En 1857, 60 000 exemplaires des Mystères du peuple sont saisis chez l’éditeur. Le tribunal condamne Maurice Lachâtre à un an de prison, 6 000 francs d’amende et deux ans de contrainte par corps ; il ordonne la destruction des clichés, la saisie et la destruction de l’ouvrage pour « Outrage à la morale publique et religieuse et aux bonnes mœurs. – Outrage à la religion catholique. – excitation à la haine et au mépris des citoyens les uns contre les autres. – excitation à la haine et au mépris du gouvernement. – apologie de faits qualifiés de crimes ou délits par la loi pénale. – attaques contre le principe de propriété ». Le 14 juillet de l’année suivante, Maurice Lachâtre est à nouveau condamné, en tant qu'auteur du Dictionnaire universel,  pour  « outrage à la morale publique religieuse et aux bonnes mœurs, à la religion catholique, excitation à la haine et au mépris des citoyens les uns contre les autres, d’apologie de faits qualifiés de crimes ou délits », à 6 000 francs d’amende et cinq ans de prison tandis que l’ouvrage est saisi et détruit. Il doit alors se réfugier à Barcelone. Une nouvelle condamnation le frappe en 1859 pour le Dictionnaire français illustré. Il est accusé d'avoir outragé  la morale publique et religieuse, d'avoir outragé et tourné en dérision une religion dont l'établissement est légalement reconnu en France, d'avoir cherché à troubler la paix publique en excitant les citoyens les uns contre les autres, d'avoir commis le délit d'attaque contre le respect dû aux lois et aux droits qu'elles ont consacrés et fait l'apologie de faits qualifiés crimes et délits par la loi pénale.
En novembre 1864, Maurice Lachâtre revient à Paris, il collabore d'abord avec la Librairie internationale puis fonde les Docks de la librairie, où les livres et les journaux côtoient les articles de bijouterie et d’horlogerie. Dès mai 1865, il commence à faire paraître les livraisons de son Nouveau Dictionnaire universel. Allan Kardec, un de ses collaborateurs, lui fait de la publicité dans le milieu des spirites. Il développe son système de vente à domicile et d’abonnements en un réseau national avec correspondants à l’étranger. En décembre 1867, il s’associe au Figaro, puis commence à publier la Nouvelle Encyclopédie nationale, et prépare une version illustrée de l'Histoire de la Révolution française de Louis Blanc.

### L'exil

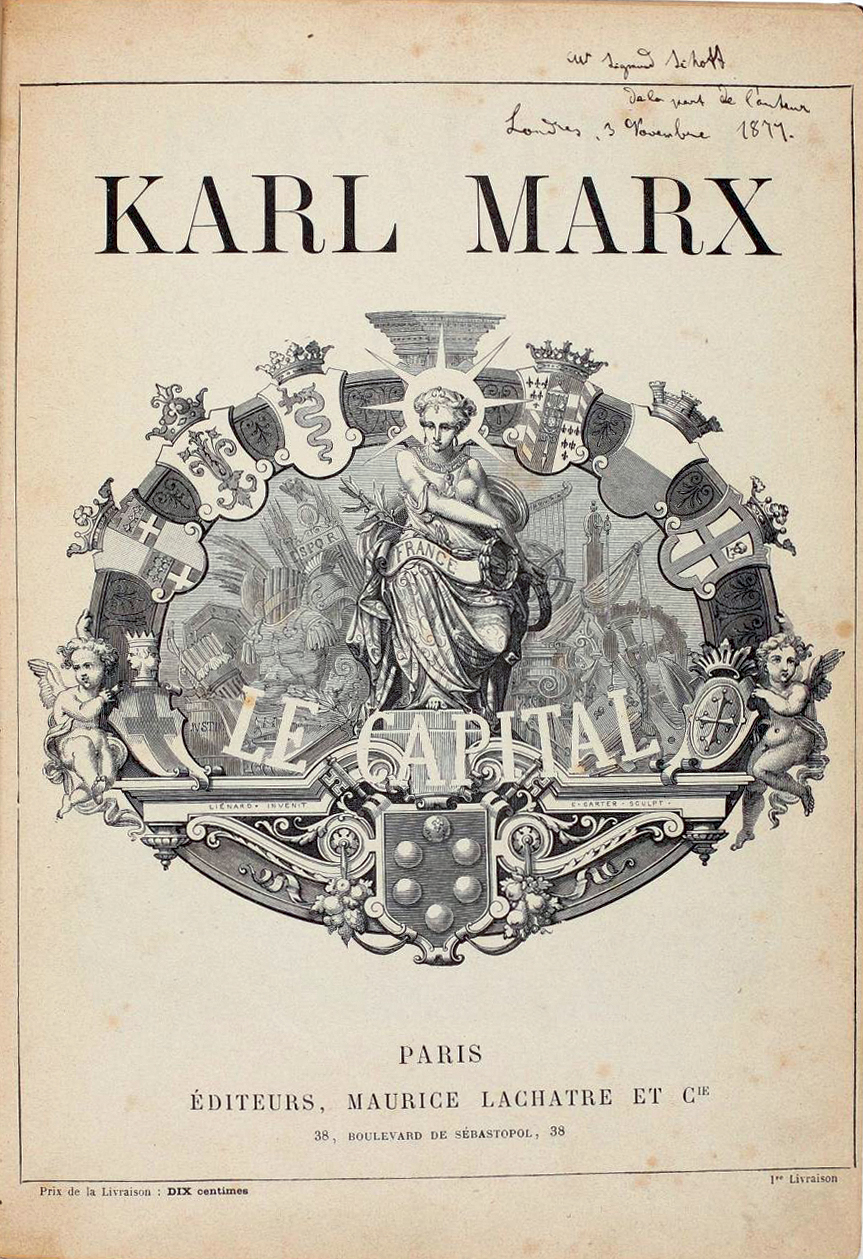
Première édition française du Capital de Karl Marx.

Pendant le siège de 1870-1871, il collabore au journal Le Combat, fondé par Félix Pyat, puis au Vengeur. Après la chute de la Commune, il s’installe à Saint-Sébastien (Espagne) et commence l’édition de la première traduction française du Capital de Karl Marx qui sera la seule traduction révisée par l'auteur, Il se rend en Belgique, d'où il est expulsé et gagne alors la Suisse où il continue la publication du Manuel des confesseurs, ce qui lui vaut d’être condamné par contumace à Liège.

### Retour à Paris
Gracié le 17 mai 1879, il revient à Paris, et publie en 1880 son Histoire de l'Inquisition, Capital et travail de Ferdinand Lassalle et 1848 de Victor Marouck. L’année suivante, il réédite son Nouveau Dictionnaire universel, précédé d’une lettre de Léon Cladel. Puis, il commence à collaborer avec Hector France, qui rédigera Les Mystères du monde, suite prévue par Eugène Sue aux Mystères du peuple.
Maurice Lachâtre se rapproche des anarchistes vers la fin de sa vie. Son tournant se concrétise par la publication, de 1894 à 1898, des trois tomes de son Dictionnaire-journal.
André Girard fut le secrétaire de rédaction du Dictionnaire La Châtre (1898-1907), ouvrage essentiellement posthume, puisque Maurice Lachâtre meurt en 1900
Il eut deux filles,  Amélie (dont Eugène Sue était le parrain) et Marie-Victoire nées en 1850 et 1867.
La librairie perdurera jusqu'en 1914 avec quelques jeunes journalistes libertaires, dont Henri Fabre.

## Œuvres en tant qu'éditeur
Les principaux ouvrages édités par Lachâtre l'ont été sous les noms successifs de l'Administration de librairie, des Docks de la librairie et de la Librairie du progrès.
- 1839-1843, Alexandre Dumas, Crimes célèbres, 8 volumes
- 1840, Bibliophile Jacob, Les papillons noirs du bibliophile Jacob, 4 livraisons reliées, in-32
- 1840, Zoé Gatti de Gamond, Fourier et son système, 4e éd., 384 p.
- 1841, Louis-Napoléon Bonaparte, Fragments historiques. 1688 et 1831
- 1841, Louis Blanc, Organisation du travail. Association universelle. Ouvriers. Chefs d'ateliers. Hommes de lettres, in-12, 224 p.
- 1842, Prince de la Moskowa, Des régences en France. Étude de la question soulevée par la loi de la régence, envisagée au point de vue historique et politique, in-12
- 1842-1843, Moquard, Nouvelles Causes célèbres ou fastes du crimes, qui commence en 1842, Administration de librairie et Pourrat frères, 6 tomes
- 1842-1843, Maurice La Châtre, Histoire des Papes, crimes, meurtres, empoisonnements, parricides, adultères, incestes depuis Saint-Pierre jusqu’à Grégoire XVI, 10 vol. in–8
- 1843-1844, Capitaine Gabriel Lafond de Lurcy, Voyages autour du monde, naufrages célèbres, voyages dans les Amériques, 8 tomes, in-8
- 1844, A. Arnould, Alboize du Pujol et A. Maquet, Histoire de la Bastille , suivi de Alboize du Pujol et A. Maquet, Le Donjon de Vincennes depuis sa Fondation jusqu’à nos jours, 8 tomes
- 1849, Anonyme [Lachâtre Maurice], La République démocratique et sociale. Exposition des principes socialistes et de leur application immédiate en France, 1849, 2e éd., in–8
- 1849-1857, Eugène Sue, Les Mystères du peuple à travers les âges, Paris Administration de la librairie, 10 F, 50 c la livraison, 120 livraisons pour 6 vol., 10 tomes
- 1850, Emile Girardin, L’Abolition de la misère par l’élévation des salaires. Lettres à Monsieur Thiers, rapporteur de la commission de l’Assistance et de la prévoyance publique
- 1851, Bernard Sarrans, Histoire de la Révolution de février 1848, 2 tomes
- 1852-1856, Maurice Lachâtre, Dictionnaire universel, panthéon littéraire et encyclopédie illustrée…, 2 tomes
- 1852, Paul Lacroix, Costumes historiques de la France, 8 vol.
- 1855-1857, Maurice La Châtre, Dictionnaire français illustré. Panthéon littéraire, scientifique, biographique, dictionnaire d'histoire, de botanique, de géographie, encyclopédie des arts et métiers, 2 tomes
- 1856-1858, Maurice La Châtre, Dictionnaire des écoles
- 1865-1870, Maurice La Châtre, Nouveau dictionnaire universel
- 1867-1868, Le Monde invisible. Études sur le spiritisme, le spiritualisme et la magnétisme, revue mensuelle
- 1868, Gavarni , Masques et visages, Docks de la librairie et le Figaro
- 1869, Annales des Tribunaux illustrées, Procès célèbres français et étrangers
- 1870, Maurice La Châtre, Nouvelle Encyclopédie nationale
- 1872-1875, Karl Marx, Le Capital. Critique de l’économie politique, Livre premier. Le développement de la production capitaliste, trad. J. Roy , entièrement révisée par l' auteur, in-4°, 351 p.
- 1874, Mgr Jean-Baptiste Bouvier, Le Manuel des confesseurs, ou les diaconales. Dissertation sur le sixième commandement et supplément au traité du mariage, avec le prologue et les commentaires de Maurice Lachâtre éd.- imprim. E.–J. Carlier, Bruxelles
- 1880, Victor Marouck, Les Grandes Dates du socialisme, juin 1848, 176 pages
- 1880, Albert Eberhard, Shoeffle, La Quintessence du socialisme, traduction française par B. Malon, 1880. 114 p.
- 1882, Léon-Alpinien, Cladel N’a-qu’un-œil, ill., 230 p.
- 1883, Hector France, Le Péché de sœur Cunégonde ou le beau vicaire, coll. « Les mystères du confessionnal »
- 1896, Alfred Berthezène, La Révolution, poème national, 130 p.
- 1898-1899, Hector France, Les Mystères du monde
- 1894-1899 (circa), Maurice Lachâtre, Dictionnaire-Journal, 3 tomes
- 1898-1907, Dictionnaire la Châtre, nouvelle encyclopédie universelle illustrée, 4 tomes
- 1900, Emile Delaurier, Critique de la bible.